# Obrh
Obrh je naselje u Republici Hrvatskoj, u sastavu Općine Ribnik, Karlovačka županija. 

## Stanovništvo
Prema popisu stanovništva iz 2001. godine, naselje je imalo 15 stanovnika te 4 obiteljskih kućanstava.
| broj stanovnika |       |       |       | 19    | 10    | 22    | 30    | 41    | 43    | 44    | 35    | 27    | 10    | 12    | 15    | 7     | 3     |
|                 | 1857. | 1869. | 1880. | 1890. | 1900. | 1910. | 1921. | 1931. | 1948. | 1953. | 1961. | 1971. | 1981. | 1991. | 2001. | 2011. | 2021. |

## Poznate osobe
- Juraj Križanić, hrvatski pisac, političar i jezikoslovac.